# 요바린다

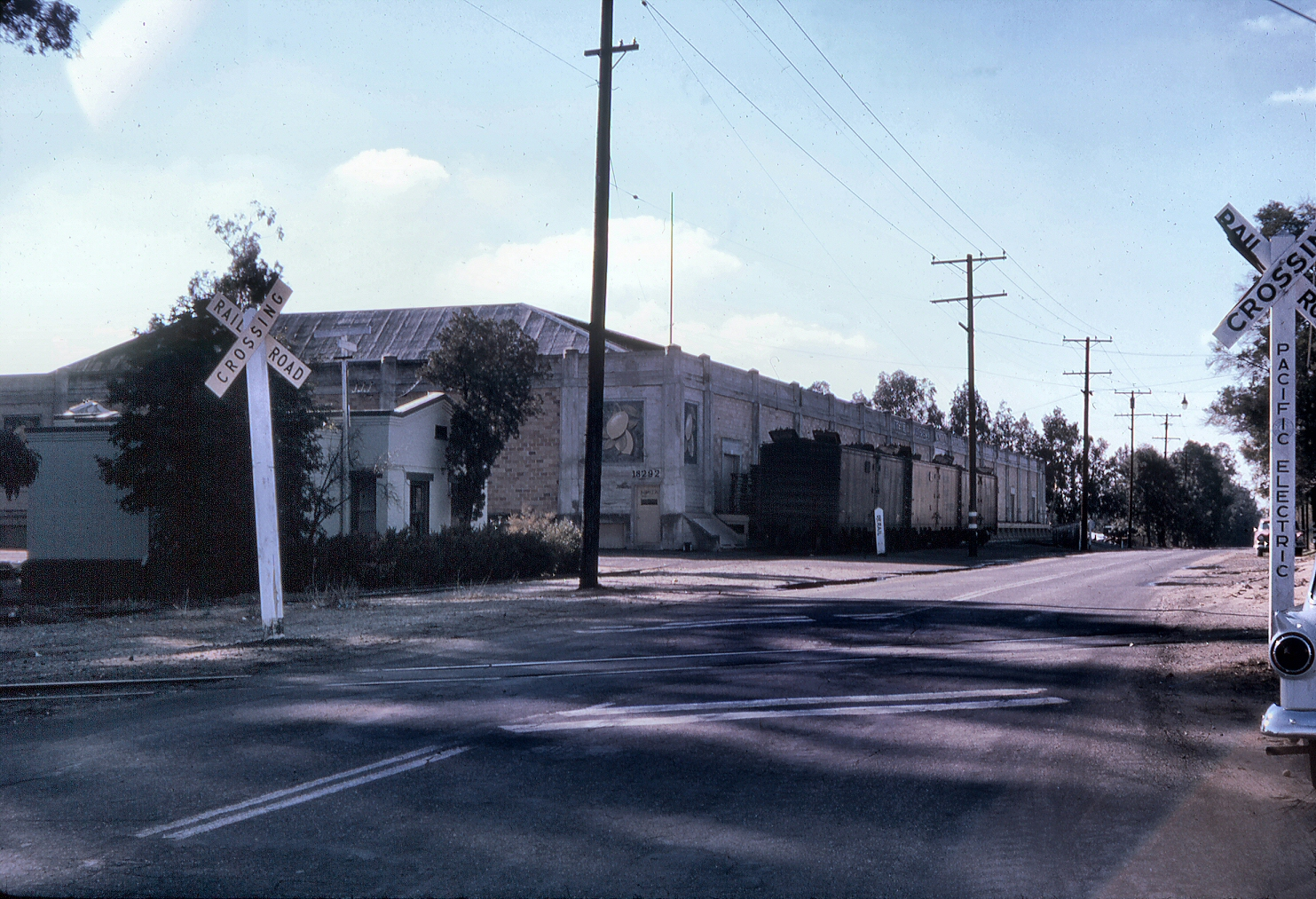
1961년의 모습

요바린다(Yorba Linda)는 오렌지 카운티 북동쪽에 위치한 부유한 교외 도시로서 산타 아나 시내에서 북쪽으로 약 21km, 로스 엔젤레스에서 동남쪽으로 64km 떨어진 곳에 위치하고 있다.
2000년 인구조사시 인구는 58,918명이었다. 그러나, 최근에 개발된 요바 린다의 동쪽 외곽지역과 북쪽 언덕지역으로 인하여 시인구는 거의 71,000명으로 증가하였다. 이 도시의 가장 유명한 주민은 리처드 닉슨으로 그는 여기서 태어났다; 그러나 그의 아버지는 요바 린다가 시가 되기 전에 가족과 함께 다른 곳으로 이사하였다. 리차드 닉슨 대통령 도서관과 박물관이 가장 잘 알려져있으며 방문객이 가장 많은곳이기도 하다.
2005년에 CNN은 미국내에서 가장 살기 좋은 곳 21위에 요바 린다를 올리기도 하였다. 이와 비슷하게 CNN 머니는 기사에서, 인구조사에 따르면 요바 린다는 "인구가 65,000과 250,000명사이의 타운 중 요바린다는 여섯자리 소득이 보통인 곳으로 가장 높은 평국소득인 121,075달러를 기록하였다"고 보고하여 년평균가구소득이 12만달러를 넘는, 미국에서 가장 부유한 도시중 하나이며 오랜지 카운티에서는 가장 부유한 곳이라 하였다.

## 역사

### 초기
1834년에 호세 안토니오 요바의 아들인 베르나르도 요바가 13,328아르(53.94제곱킬로미터)의 면적인 란초 카뇬 데 산타 아나를 맥시코 주지사인 호세 피게로아에게서 불하 받았다. 원래 땅의 대부분은 1848년 맥시코-미국전쟁 후에도 원래의 요바 가족의 후손들이 보유하고 있었다. 이 시의 땅 중 일부는 사무엘 크래이머의 자손들이 소유, 개발하고 있는데, 사무엘 크레이머는 베르나르도 요바의 증손녀인 안젤리나 요바와의 결혼을 통해 그 땅을 얻은 것이었다. 요바 가족은 여전히 요바린다 일부 땅을 소유하고 있으며, 큰 프리웨이 옆에 요바목장이 여전히 있다. 돈 베르나르도 요바 목장 집 부지로 불리는 베르나르도 요바 하시엔다 부지는 아직도 캘리포니아 역사적 건조물로 등재되어있다.
바로 이 부지 옆에는 카운티내에서 두 번째로 오래된 사립 묘지인 Historic Yorba Cemetery가 들어서 있다. 이 부지는 오랜지 카운티가 1898년까지는 로스 엔젤레스 카운티로부터 별도의 카운티로서 분리되지 않았기에 1858년 그의 사망년도에 베르나르도가 로마 가톨릭 L.A. 교구에 기증한 것이다. 묘지는 1939년에 문을 닫았고 이에 따라 바로 훼손되었다; 그러나 1960년대에 들어서, 오랜지 카운티의 행정관위원회에서 파손된 것을 복원하기 위해 부지를 소유하게 되었으며 매월 하루는 견학이 가능하다.

### 농업시기
땅의 일부는 1907년에 얀스투자회사에 팔렸으며 이회사에서 처음으로 이 지역을 요바 린다라고 불렀으며 땅을 분할하여 농업 및 제조목적으로 팔게 되었다. 1910년에는 농업 측면의 이러한 노력이 결실을 맺었고, 레몬과 오랜지나무를 처음으로 심게 되었다: 이 당시에, 인구는 채 50명이 되지 못했다. 일 년후, 퍼시픽전화&전신회사가 요바린다 지역에 개통되었고 최초의 학교가 건설되었다.
1912년에는 몇가지 일이 발생하였는데, 최초의 우체국이 들어섰으며 요바 린다 감귤 협회가 설립되었다. 또한 남부캘리포니아 에디슨 컴퍼니가 전기를 공급하기 시작하고 최초의 교회가 건설되었다. 후에 시내가 된 지역은 1912년에 퍼시픽 전기 철도에 의해 로스엔젤레스에 연결되었는데 이는 주로 감귤류 운송을 위한 것이었다.
1913년에 리차드 닉슨이 요바 린다에서 태어났으며 시상공위원회가 설립되었으며 도서관이 학교의 일부로서 개관되었으며 처음으로 아보카도 나무가 식수되었다. 일 년후 도서관 시스템을 위해 별도의 지구가 설정되었다.
1915년에는 수잔나 빅스비 브라이언트 랜치 하우스가 건설되었으며 이는 현재 박물관이며 일반인이 견학할 수 있다.
1917년에는 요바 린다 스타 지가 발행을 시작하였으며 이는 이후 OC레지스터의 온라인 판이 되었다. 그러나 스타 지의 활자판은 여전히 존재하며 여러 시건물에서 무료로 배포되고있으며 매주 목요일 요바 린다의 모든 가정에 배달되고 있다. 뿐만 아니라, 과거의 기사도 요바 린다 시립 도서관에서 마이크로필름으로 열람이 가능하다. 같은 해에, 최초로 도로가 포장되었는데, 요바 린다 불리바드이다.
인구는 1920년이전에 300명을 넘어섰으며 1929년에는 감귤협회의 포장하는 목재의 건물이 불에 타 무너졌으나 다음 해에 다시 열었다.

### 인구증가
이 작은 도시는 1960년대까지 상당히 성장하였고 1960년 인구조사에 의하면 1,000명이 넘게 되는데, 1958년 브레아로부터 한번, 1963년에는 애너하임과 플러센티아로부터 한번씩, 모두 세 번의 시통합시도를 겪게 되고 이를 모두 물리치게 된다. 이런 경험은 1967년의 시설립으로 귀결되게 되었다.
이 새로운 시는 1972년 시일반계획을 기안하고 실시하게 된다. 1980년 인구조사즈음에는, 인구가 30,000명으로 증가하였다. 그로부터 십 년안에 인구는 50,000으로 증가하였다.
1990년에 리차드 닉슨의 출생지가 공공 도서관이자 박물관으로서 열리게 되며 이는 후에 연방수준의 대통령도서관으로 된다. 1994년 커뮤니티센터가 개관하였다.

### 최근
2007년 요바 린다 고등학교가 마침내 수년간의 계획 뒤에 착공하였다.
2008년 11월에는 동부 요바 린다가 113채의 집을 태우고 50채의 집에 피해를 준 산불로 타격을 입었다. 이 재해는 불티가 일마일 이상 멀리 날아가게 하는 불규칙한 바람이 주원인이었다. 오랜지 카운티 소방국소속 윌리엄 록하트 서장은 집한채의 화재진압시 수압은 좋았으나, 이번과 같은 심각한 화재폭풍시에는 모든 소화전에서 동시에 완벽한 수압을 얻는다는 것은 불가능하다고 보고하였다.

## 지리
미국인구조사국에 의하면, 이 도시는 총면적 51.4제곱킬로미터로 이중 50.2제곱킬로는 토지이며, 1.3제곱킬로는 물이라고 한다.
시의 우편코드(ZIP)는 두개인데, 92886과 92887로 각각 시의 서쪽과 동쪽을 담당하고 있다. 세 번째 우편번호 92885가 존재하는데 이는 사서함 전용이다. 시의 전화번호는 지리적으로 겹치는 상황으로 657과 714의 지역번호를 가지고 있으며 714번호가 소진됨에 따라 657번호가 발부되고 있으며 이에 따라 지역전화를 위해 열자리번호를 다이얼해야 한다.
시는 남쪽으로 애너하임, 서쪽 및 남서쪽으로 플러센티아, 북동쪽으로 브레아, 북쪽으로 치노힐스 주립공원, 동쪽으로 리버사이드의 코로나와 경계를 맞대고 있다.
가장 가까운 지진단층은 위티어단층과 치노단층으로 이 둘다 엘시뇨어단층지역의 일부이다.

## 기후
시의 연평균 강우량은 14에서 15인치이며 평균기온은 일월과 오월에 화씨 55도 및 75도이며 연평균은 63도이다. 습도는 동기간 각각 52%, 60% 및 56%이다.
| Yorba Linda, California의 기후 | Yorba Linda, California의 기후 | Yorba Linda, California의 기후 | Yorba Linda, California의 기후 | Yorba Linda, California의 기후 | Yorba Linda, California의 기후 | Yorba Linda, California의 기후 | Yorba Linda, California의 기후 | Yorba Linda, California의 기후 | Yorba Linda, California의 기후 | Yorba Linda, California의 기후 | Yorba Linda, California의 기후 | Yorba Linda, California의 기후 | Yorba Linda, California의 기후 |
| 월                             | 1월                            | 2월                            | 3월                            | 4월                            | 5월                            | 6월                            | 7월                            | 8월                            | 9월                            | 10월                           | 11월                           | 12월                           | 연간                           |
| ------------------------------ | ------------------------------ | ------------------------------ | ------------------------------ | ------------------------------ | ------------------------------ | ------------------------------ | ------------------------------ | ------------------------------ | ------------------------------ | ------------------------------ | ------------------------------ | ------------------------------ | ------------------------------ |
| 일평균 최고 기온 °F (°C)       | 71 (22)                        | 71 (22)                        | 73 (23)                        | 76 (24)                        | 78 (26)                        | 81 (27)                        | 87 (31)                        | 89 (32)                        | 87 (31)                        | 82 (28)                        | 76 (24)                        | 70 (21)                        | 78 (26)                        |
| 일평균 최저 기온 °F (°C)       | 48 (9)                         | 48 (9)                         | 51 (11)                        | 53 (12)                        | 57 (14)                        | 61 (16)                        | 65 (18)                        | 65 (18)                        | 63 (17)                        | 58 (14)                        | 52 (11)                        | 47 (8)                         | 56 (13)                        |
| 평균 강수량 인치 (mm)          | 2.86 (73)                      | 3.18 (81)                      | 1.90 (48)                      | 0.80 (20)                      | 0.28 (7.1)                     | 0.10 (2.5)                     | 0.03 (0.76)                    | 0.01 (0.25)                    | 0.25 (6.4)                     | 0.72 (18)                      | 1.38 (35)                      | 2.02 (51)                      | 13.53 (343.01)                 |
| 출처:                          |                                |                                |                                |                                |                                |                                |                                |                                |                                |                                |                                |                                |                                |

## 경제
두개의 주요 상업화된 구역은 위어 캐년 로드와 요바 린다 불리바드에 걸쳐있는 사비 랜치와 라 팔마 애비뉴의 북쪽에 따라 난 부분으로 여기는 주로 사무실이 군집해 있는 곳이다.
그외에도, 주로 소매상들이지만, 다음과 같은 작은 쇼핑 센터들이 있다:
-이스트레이크 빌리지 쇼핑센터, 요바 린다 불리바드와 빌리지 센터 드라이브 교차로에 위치.
-머카도 델 리오, 요바린다 불리바드와 위어 캐년 로드교차로의 한 블록 동쪽으로 라 팔마 애비뉴 남쪽에 위치.
-패킹 하우스 광장, 요바 린다 불리바드와 임페리얼 하이웨이 교차로의 남서쪽 위치.
-요바린다 역 플라자, 요바 린다 불리바드와 임페리얼 하이웨이 교차로의 남동쪽 위치.
-컨트리 클럽 빌리지, 요바 린다 불리바드와 페어몬트 애비뉴 교차로의 북서쪽에 위치.
시에는 모두 1,000개 이상의 상업업체가 있으며 1,500개 이상의 추가 업체가 거주민의 주택에 근거를 두고 있다. 시는 블랙 골드 골프 클럽도 소유하고 있다.

### 사비 랜치
오늘날 사비 랜치는 소매업체, 자동차딜러, 식당, 호텔, 사무실건물등을 포함한다. 대형매장으로는 베스트바이, 펫스마트, 스테이플스, 레이-지-보이, 데니스식당, 칙-필-러, 맥도날드, 타코벨, 베드베쓰&비얀드, 콜'스와 코스트코 등이다. 사비랜치의 동쪽은 요바 린다 쪽이며 애너하임에 속한 서쪽보다 큰 규모이다.
시는 원래 사비랜치의 모든 부분을 자동차시장으로 건설하려 하였다. 이미 다수의 자동차딜러가 존재함에도 불구하고, 소매업체, 식당, 호텔, 사무실 빌딩 등의 복합공간을 원했던 거주자들이 원래 계획을 거부하였다. 더욱이 2010년 기준으로, 세개 자동차딜러 중 두 개는 텅비어 있고, 나머지 한 곳은 중고차를 팔고 있다. 한동안 세 곳 모두 파손된 상태였고 영업중인 단 하나의 딜러만이 고급소비자를 상대하는 특별주문업체이다.
요바 린다에 중요한 세수원천으로서뿐아니라 최초 앵커세입자(베스트바이와 함께)중의 하나인 홈디포는 그 자체로서 정치적 담화가 되었다. 이는 사비 랜치가 동과 서의 두 부분으로 나뉘어있다는 사실에서 기인한다. 동쪽 사비랜치는 요바린다에, 서쪽 사비랜치는 애너하임에 속하는데, 사비랜치가 오픈 당시에, 홈디포는 동쪽 사비랜치에 위치하였었다. 2000년대 초에, 서쪽 사비랜치에 있던 수퍼K마트가 폐업하게 되는데 홈디포가 그자리에 이전하여 당시로선 미국에서 홈디포중엔 가장 큰 매장을 열게되었고 이 와중에 판매세액은 애너하임으로 넘어가게 된다.

## 인구
| 인구조사              | 인구   | Note  | %±     |
| --------------------- | ------ | ----- | ------ |
| 1960년                | 1,198  |       | —      |
| 1970년                | 11,856 |       | 889.6% |
| 1980년                | 28,254 |       | 138.3% |
| 1990년                | 52,422 |       | 85.5%  |
| 2000년                | 58,918 |       | 12.4%  |
| 2010년                | 64,234 |       | 9.0%   |
| 2019 (추산)           | 67,644 | [ 2 ] | 5.3%   |
| U.S. Decennial Census |        |       |        |

2000년 인구주사에서, 58,918명, 19,252가구, 16,094가족이 시에 거주하는 것으로 조사되었다. 인구밀도는 1,774.4/제곱킬로미터였다. 시의 인종별 분포는 81.50% 백인, 1.17% 아프리카계 미국인, 0.37%미국원주민, 11.1%아시아계, 0.10%태평양섬주민계, 2.70%기타인종, 3.07% 이중 혹은 삼중인종이었다. 히스패닉 혹은 라틴계는 전체인구의 10.26%였다.
19,252의 가구가 있으며 이중 44%는 18세미만의 청소년과 동거중이었으며, 72.3%는 동거중인 결혼부부, 8.3%는 남편없는 여성가장가구, 16.4%는 비가족이었다. 총가구의 12.4%는 개인이었으며, 4.7%는 65세이상의 단독 노인거주자였다. 평균 가구 크기는 3.05인이었으며 평균 가족 크기는 3.35인이었다.
시인구의 29.3%는 18세 미만, 18세에서 24세는 7.3%, 25세에서 44세는 28.4%, 45세에서 64세는 27.3%이었고 65세 이상은 7.7%이었다. 중간 연령은 37세이었다. 100명의 여성당 96.6명의 남성의 성비를 가지고 있으며 18세 이상의 여성 100명당, 93.1명의 남성의 성비를 보여줬다.
2007예상에 따르면, 중간 가구 소득은 109,681달러였으며, 가족의 중간 소득은 122,373달러이었다. 남성의 중간소득은 66,712달러 여성의 경우 41,820달러이다. 시의 일인당 소득은 36,173이었다. 65세 이상의 5.4%와 18세 미만의 2.9%를 포함하여, 총가족의 2.5%와 총인구의 3.0%가 빈곤선 이하에 놓여있었다.

## 정치
요바 린다는 논쟁이 되었던 아리조나 이민법 SB1070에 대한 지지를 선언하는 법령을 시의회에서 통과시킨 캘리포니아의 도시 세개 중의 하나이다.

## 행정업무

### 지역
시의회는 다섯명으로 구성되는데 이들은 거주민들이 사 년임기로 선출하며, 세 번의 임기제한이 있다. 시행정담당관은 시의회에서 채용하여 시의 매일매일 업무를 담당한다. 시의회는 매해말에 시장을 선출하는데 시장의 임무는 "다양한 분야에서 시를 대표하고 각종 회의를 주재"하는 것이다. 이 두가지를 결합하는 것은 시가 의회-담당관 형식의 행정주체임을 뜻한다.
시의회 의원은 다음과 같다:
-존 앤더슨, 시장
-낸시 리켈, 시장 대행
-잰 호튼, 시의원
-마크 슈윙, 시의원
-짐 윈더, 시의원
행정담당관과 시 공공업무 제공자는 다음과 같다:
행정담당관-스티브 루도맷킨
시개발책임자-스티브 해리스

### 산하위원회
요바 린다는 네개의 산하위원회가 있고, 이들은 매월 혹은 두달에 한번씩 회의를 하고 그들이 맡은 사업에 관해 시의회에 보고한다.
도서관 위원회는 요바린다 시립 도서관을 운영하는데 도서관은 1913년부터 어떤 형식으로든 존재해왔으며 새로운 도서를 선정하거나 사용절차 및 규칙등을 정하는 등의 임무를 맡는 다섯명의 주거민으로 구성되어있다.
계획위원회는 토지사용, 구역설정, 통합, 공도용지 및 건물신축 등과 관련된 일을 책임지고 있는데 이들은 다섯명으로 구성되어있고 시의회가 지명 선발한다.
교통위원회는 안전, 교통흐름, 공공불만사항, 주차 등의 일을 책임진다. 위원은 이 년 임기로 재직한다.
공원및 휴양위원회는 마찬가지로 시의회가 지명한 위원으로 구성되며 시의 다양한 시설 및 산책로등에 책임을 지고 있다.
모든 산하위원회 회의 장소 및 시간 계획은 여기서 볼 수 있다.

### 공공안전
법집행은 현재 브레아 경찰국에 위임하고 있는데 브레아 경찰국에서는 요바 린다에 위성행정사무실을 운영하고 있다.
이 제도는 1970년대에 시작되었는데, 카운티 보안관을 쓰지 않고 타 시의 경찰력을 쓰는 최초의 캘리포니아 시가 되었다. 1967년 시설립이후부터 이렇게 설정되기 전에는, 요바 린다는 오랜지 카운티 보안국과 계약을 하였는데 이는 현재도 시 규모가 크지 않거나 자체 경찰국을 쓰길 원하지 않는 도시에게는 통상적인 일이다. 1967년부터 브레아 경찰국으로 위임하기까지의 수년동안은, 카운티 내에서 시로 아직 형성되지 않은 지역을 보안국이 관할하게 하듯이, 자연스러운 일이었다.
예전부터 요바 린다는 미국에서 가장 안전한 도시중의 하나로 평가되어왔다. 화재관련업무는 오렌지 카운티 소방국이 운영하고 있다.